# Station Sauveterre-la-Lémance
Station Sauveterre-la-Lémance is een spoorweghalte in de Franse gemeente Sauveterre-la-Lémance.